# Live at the Fillmore East
Live at the Fillmore East är ett livealbum av Neil Young och bandet Crazy Horse. Det är inspelat i mars 1970 på Fillmore East i New York, men gavs inte ut på skiva förrän 2006, som det första i Archives Performance Series.
Albumet är den första utgivna liveinspelningen med Crazy Horse originalgitarrist Danny Whitten, som avled 1972. Det innehåller också hans låt "Come on Baby Let's Go Downtown", vilken ursprungligen fanns med på Crazy Horse självbetitlade debutalbum.

## Låtlista
1. "Everybody Knows This Is Nowhere" (Neil Young) - 3:36
2. "Winterlong" (Neil Young) - 3:40
3. "Down by the River" (Neil Young) - 12:24
4. "Wonderin'" (Neil Young) - 3:35
5. "Come on Baby Let's Go Downtown" (Danny Whitten) - 3:51
6. "Cowgirl in the Sand" (Neil Young) - 16:09

## Medverkande
- Neil Young - sång, gitarr
- Danny Whitten - gitarr, sång
- Billy Talbot - bas, sång
- Ralph Molina - trummor, sång
- Jack Nitzsche - elpiano